# دیوید هی (بوکسور)
دیوید هی (انگلیسی: David Haye؛ زادهٔ ۱۳ اکتبر ۱۹۸۰) بوکسور اهل بریتانیا است. او قهرمان اسبق سنگین وزن جهان است که این عنوان را در سال ۲۰۰۹، با شکست دادن نیکولای والوئف بدست آورد.